# Ligne 208 (Infrabel)
Pour le film français, voir Ligne 208 (film).

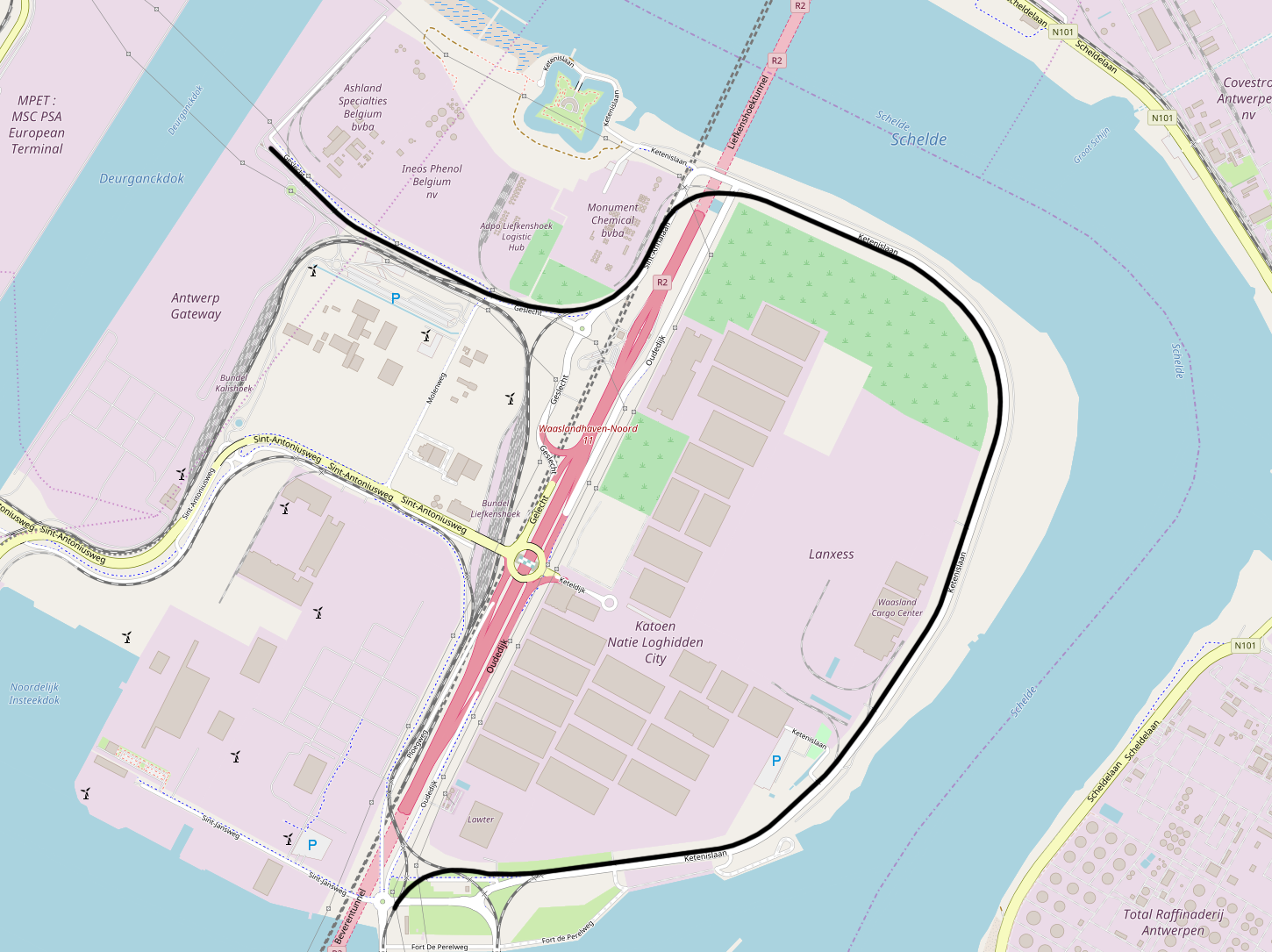
Plan de la ligne 208

La ligne 208 est une ligne ferroviaire industrielle belge du port d'Anvers.

## Tracé
La ligne 208 est connectée à la ligne 211 à l'écluse Kallosluis et dessert les zones industrielles dans le port du Pays de Waes au nord de Calloo. Elle accompagne la rue Ketenislaan, passe sur la partie sud du tunnel routière de Liefkenshoek et termine à l'est du dock de Deurgang.